# ネマティック液晶
ネマティック液晶（ネマティックえきしょう、Nematic Liquid Crystal）とは液晶の一種である。すなわち、その構成分子が配向秩序を持つが、三次元的な位置秩序を持たない液体である。配向方向は、配向子（Director）と呼ばれる単位ベクトル n によって表される事が多い。実験的に、巨視的なネマティック液晶の対称性は{\displaystyle D_{\infty h}}である事が知られているので、構成分子は n を軸に自由回転をしており、また向きに関しては上向きと下向きを50%ずつ含むことが結論される。

## 配向度
構成分子が全て n の方向を向いているのが理想的であるが、実際の
ネマティック液晶の構成分子は n の方向からある程度熱揺らぎをしている。
この熱揺らぎの度合いは秩序因子（Order Parameter）すなわち巨視的な系の物性値異方性 {\displaystyle \Delta \chi } と絶対温度T→0における巨視的な系の物性値異方性 {\displaystyle \Delta \chi _{0}} 
との比
{\displaystyle S=\Delta \chi /\Delta \chi _{0}}
により評価することができる（例えば、磁化率のような異方性を示す物性は、いずれも配向度の評価に用いることができる。また、{\displaystyle \Delta \chi _{0}}は、分子物性値異方性{\displaystyle \Delta \kappa }を用いて{\displaystyle \Delta \chi _{0}=N\Delta \kappa }と表すことができる。Nは系を構成する分子の総数であり、S は分子が配向子 n の方向にどれほど良く整列しているかの目安となる量である。全ての分子が n と平行なら S = 1であり、分子の熱揺らぎが大きくなると S は0に近づく。）
今、分子の n からの揺らぎ角を θ とすると、 {\displaystyle \Delta \chi =1/2<3\cos ^{2}\theta -1>N\Delta \kappa } と書き換えることができる。ここで＜＞は統計力学的な平均である。よって S は、微視的な分子の揺らぎ角を用いて
{\displaystyle S=1/2<3\cos ^{2}\theta -1>}
と書くことができる。